# Saint-Leu-la-Forêt
Saint-Leu-la-Forêt és un municipi francès, situat al departament de Val-d'Oise i a la regió de Illa de França. L'any 2007 tenia 14.667 habitants.
Forma part del cantó de Domont, del districte d'Argenteuil i de la Comunitat d'aglomeració Val Parisis.

## Demografia

### Població
El 2007 la població de fet de Saint-Leu-la-Forêt era de 14.667 persones. Hi havia 5.681 famílies, de les quals 1.482 eren unipersonals (526 homes vivint sols i 956 dones vivint soles), 1.486 parelles sense fills, 2.111 parelles amb fills i 602 famílies monoparentals amb fills.
La població ha evolucionat segons el següent gràfic:
Habitants censats

### Habitatges
El 2007 hi havia 6.120 habitatges, 5.773 eren l'habitatge principal de la família, 40 eren segones residències i 307 estaven desocupats. 3.888 eren cases i 2.206 eren apartaments. Dels 5.773 habitatges principals, 4.372 estaven ocupats pels seus propietaris, 1.306 estaven llogats i ocupats pels llogaters i 95 estaven cedits a títol gratuït; 228 tenien una cambra, 612 en tenien dues, 1.088 en tenien tres, 1.574 en tenien quatre i 2.271 en tenien cinc o més. 3.937 habitatges disposaven pel capbaix d'una plaça de pàrquing. A 2.928 habitatges hi havia un automòbil i a 2.093 n'hi havia dos o més.

### Piràmide de població
La piràmide de població per edats i sexe el 2009 era:
| Homes | Edats   | Dones |
| ----- | ------- | ----- |
| 6     | 95 o +  | 30    |
| 11    | 90 a 94 | 77    |
| 53    | 85 a 89 | 118   |
| 50    | 80 a 84 | 112   |
| 137   | 75 a 79 | 228   |
| 194   | 70 a 74 | 254   |
| 278   | 65 a 69 | 257   |
| 314   | 60 a 64 | 352   |
| 355   | 55 a 59 | 380   |
| 654   | 50 a 54 | 613   |
| 724   | 45 a 49 | 745   |
| 535   | 40 a 44 | 711   |
| 518   | 35 a 39 | 606   |
| 452   | 30 a 34 | 468   |
| 416   | 25 a 29 | 366   |
| 483   | 20 a 24 | 496   |
| 636   | 15 a 19 | 675   |
| 516   | 10 a 14 | 538   |
| 586   | 5 a 9   | 476   |
| 336   | 0 a 4   | 362   |

## Economia
El 2007 la població en edat de treballar era de 9.826 persones, 7.368 eren actives i 2.458 eren inactives. De les 7.368 persones actives 6.836 estaven ocupades (3.403 homes i 3.433 dones) i 532 estaven aturades (240 homes i 292 dones). De les 2.458 persones inactives 694 estaven jubilades, 1.140 estaven estudiant i 624 estaven classificades com a «altres inactius».

### Ingressos
El 2009 a Saint-Leu-la-Forêt hi havia 5.749 unitats fiscals que integraven 15.092 persones, la mediana anual d'ingressos fiscals per persona era de 25.787 €.

### Activitats econòmiques
Dels 807 establiments que hi havia el 2007, 3 eren d'empreses extractives, 17 d'empreses alimentàries, 4 d'empreses de fabricació de material elèctric, 41 d'empreses de fabricació d'altres productes industrials, 122 d'empreses de construcció, 144 d'empreses de comerç i reparació d'automòbils, 25 d'empreses de transport, 27 d'empreses d'hostatgeria i restauració, 16 d'empreses d'informació i comunicació, 36 d'empreses financeres, 43 d'empreses immobiliàries, 139 d'empreses de serveis, 137 d'entitats de l'administració pública i 53 d'empreses classificades com a «altres activitats de serveis».
Dels 196 establiments de servei als particulars que hi havia el 2009, 2 eren oficines de correu, 6 oficines bancàries, 16 tallers de reparació d'automòbils i de material agrícola, 1 taller d'inspecció tècnica de vehicles, 1 autoescola, 22 paletes, 22 guixaires pintors, 13 fusteries, 21 lampisteries, 14 electricistes, 13 empreses de construcció, 12 perruqueries, 2 veterinaris, 22 restaurants, 20 agències immobiliàries, 3 tintoreries i 6 salons de bellesa.
Dels 48 establiments comercials que hi havia el 2009, 1 era un hipermercat, 3 botigues de més de 120 m², 4 botiges de menys de 120 m², 14 fleques, 7 carnisseries, 1 una carnisseria, 1 una botiga de congelats, 1 una peixateria, 5 botigues de roba, 1 una botiga de roba, 1 una sabateria, 1 una botiga d'electrodomèstics, 1 una botiga de mobles, 1 una botiga de material de revestiment de parets i terra, 2 perfumeries i 4 floristeries.

## Equipaments sanitaris i escolars
El 2009 hi havia 6 farmàcies i 1 ambulància.
El 2009 hi havia 4 escoles maternals i 5 escoles elementals. Saint-Leu-la-Forêt disposava de 2 col·legis d'educació secundària amb 1.252 alumnes.

## Poblacions més properes
El següent diagrama mostra les poblacions més properes.